# 上消化道内视镜
上消化道内视镜（(o)esophagogastroduodenoscopy、panendoscopy、Stomach/upper (GI) endoscopy、gastroscopy），也稱為胃鏡、食道鏡、十二指腸鏡，是医用內視鏡，用于观察至十二指肠的上消化道部分。上消化道内视镜属于微创观察，因为其无需在人体上做切口，并且无需恢复阶段。